# فناوری پاک

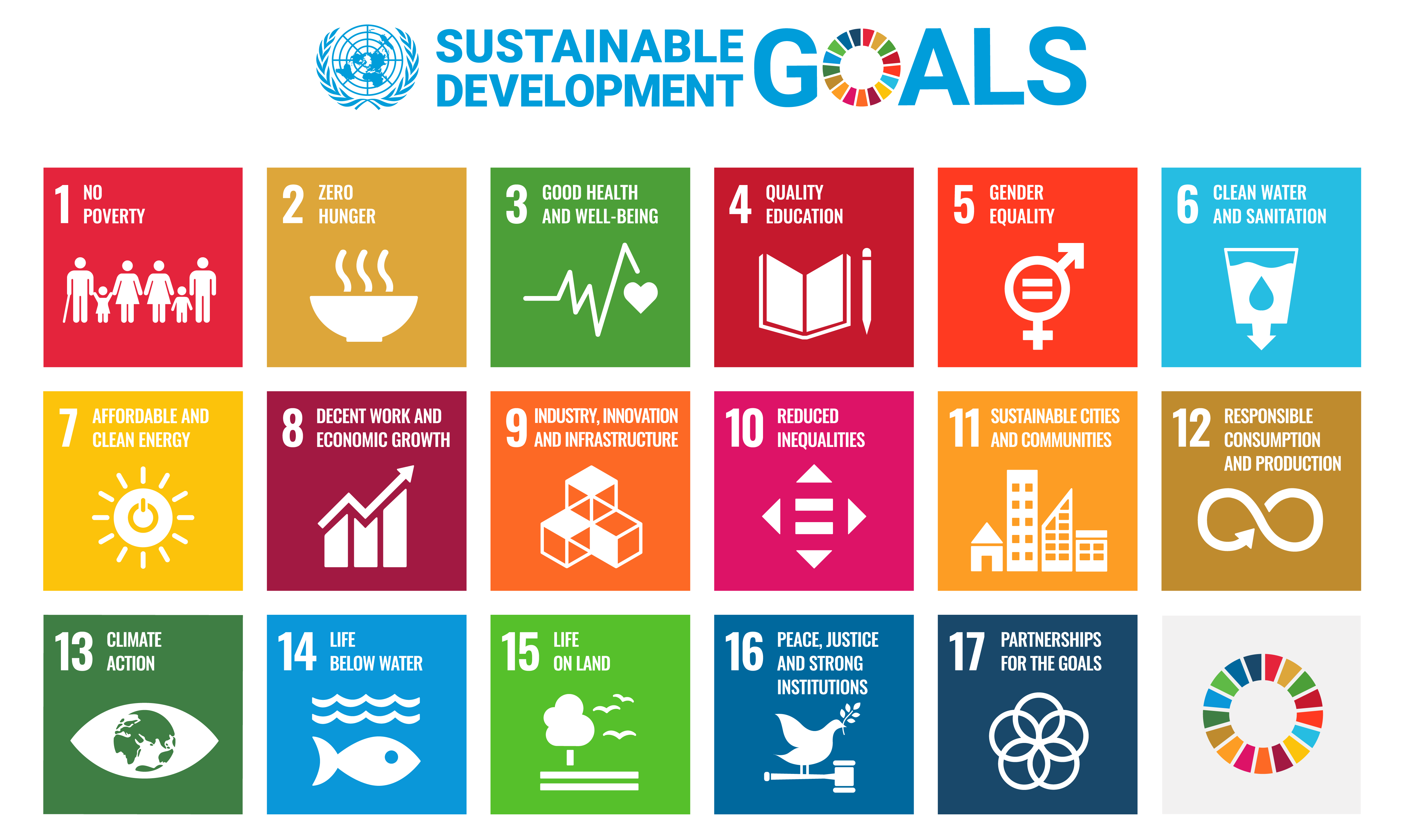
سازمان ملل: ۱۷ چشم‌انداز و هدف توسعه پایدار

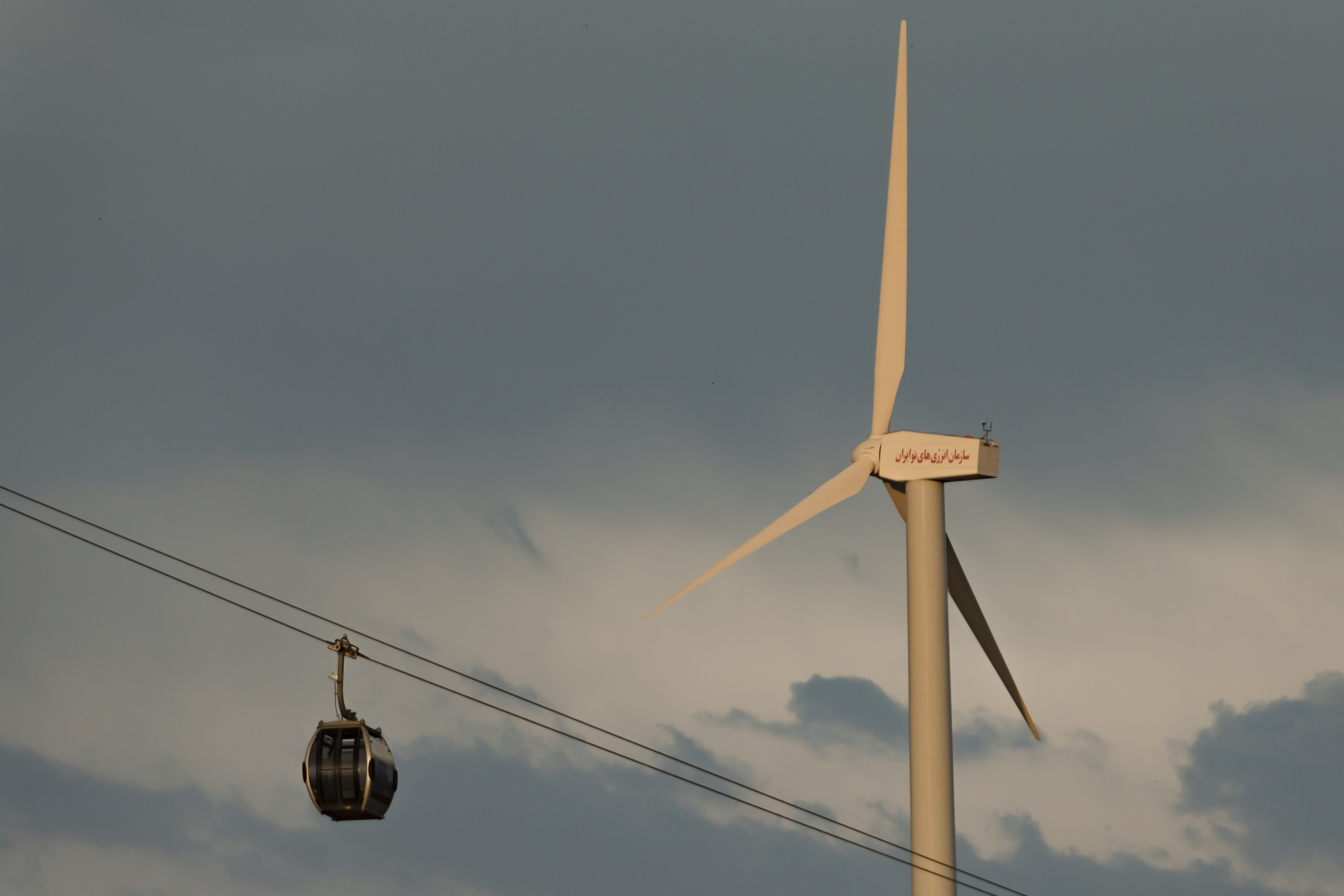
یک توربین بادی در بالای کوه عینالی در کلانشهر شهر تبریز

فناوری پاک یا تکنولوژی پاک  (به انگلیسی: Clean technology) فرایند، تولید محصول یا خدماتی است که از طریق بهبود بهره‌وری انرژی، استفاده پایدار از منابع یا فعالیت‌های حفاظت از محیط زیست، اثرات منفی محیطی را کاهش می‌دهد. فناوری پاک شامل طیف گسترده‌ای از فناوری‌های مرتبط با بازیافت، انرژی تجدیدپذیر (انرژی باد، خورشیدی، زیست‌توده، انرژی آبی، سوخت‌های زیستی و غیره)، فناوری اطلاعات، حمل و نقل سبز، موتورهای برقی، شیمی سبز، نورپردازی، آب خاکستری و … می‌باشد. تأمین مالی محیط زیست روشی است که با استفاده از آن پروژه‌های جدید فناوری پاک که ثابت کرده‌اند بهره‌وری آنها «کافی» یا «فراتر از حد معمول» هستند می‌توانند از طریق تولید اعتبارات کربن تأمین اعتبار کنند. پروژه‌ای که با نگرانی در مورد کاهش تغییرات آب و هوا (مانند پروژه مکانیسم توسعه پاک کیوتو) ایجاد شده‌است همچنین به عنوان یک پروژه کربن شناخته می‌شود.
حاشیه پاک Clean Edge، یک شرکت تحقیقاتی برپایه فناوری پاک است که از «طیف متنوعی از محصولات، خدمات و فرایندهایی که از منابع تجدیدپذیر و منابع انرژی استفاده می‌کنند را توصیف می‌نماید، استفاده از منابع طبیعی را به طرز چشمگیری کاهش می‌دهد و باعث کاهش یا حذف تولید و ضایعات می‌شود.» حاشیه پاک خاطرنشان کرد: «فناوری‌های پاک، اگر هم برتر از همتایان معمولی خود نباشند. بسیار مزایای قابل توجهی را ارائه می‌دهند، به ویژه توانایی آنها برای بهبود زندگی در کشورهای توسعه یافته و در حال توسعه» می‌باشد.
سرمایه‌گذاری در فناوری پاک از سال ۲۰۰۰ میلادی در کانون توجه قرار گرفته و به میزان قابل توجهی رشد کرده‌است. در برنامه محیط زیست سازمان ملل متحد، شرکت‌های فناوری بادی، خورشیدی و سوخت‌های زیستی با دریافت ۱۴۸ میلیارد دلار بودجه جدید در سال ۲۰۰۷ رکورد ثبت کرده‌اند؛ زیرا افزایش قیمت نفت و سیاست‌های مرتبط با تغییر آب و هوا باعث تشویق سرمایه‌گذاری در زمینه انرژی‌های پاک شد. در انرژی‌های تجدید پذیر ۵۰ میلیارد دلار از این بودجه به نیروی باد اختصاص یافته‌است. به‌طور کلی، سرمایه‌گذاری در صنایع انرژی پاک و بهره‌وری انرژی از ۲۰۰۶ تا ۲۰۰۷ میلادی ۶۰ درصد افزایش یافته‌است. در سال ۲۰۰۹، پیش‌بینی شده بود که سه بخش اصلی فناوری پاک، فتوولتائیک خورشیدی، انرژی بادی و سوخت‌های زیستی، درآمد ۳۲۵٫۱ میلیارد دلاری تا سال ۲۰۱۸ میلادی داشته باشند.
براساس مقاله‌های تحقیقاتی انرژی ام ای تی که در ژوئیه سال ۲۰۱۶ منتشر شد، از ۲۰۰۶ تا ۲۰۱۱ تقریباً بیش از نیمی از ۲۵ میلیارد دلار بودجه تأمین شده توسط سرمایه‌گذاری خطرپذیر برای انرژی پاک بازگشته است.

## تعریف
محصولات یا خدمات پاک محصولاتی هستند که: ضمن کاهش هزینه‌ها، مواد اولیه، مصرف انرژی، زباله یا آلودگی محیط زیست، عملکرد عملیاتی، بهره‌وری یا بازده را بهبود می‌بخشند. منشأ آن افزایش علاقه مصرف‌کننده، نظارتی و صنعت در قالب اشکال خالص تولید انرژی است به ویژه، با افزایش آگاهی از گرم شدن کره زمین، تغییرات آب و هوایی و تأثیر آن بر محیط زیست از سوختن سوخت‌های فسیلی فناوری پاک اغلب با صندوق‌های سرمایه گذاری و سازمان‌های استفاده از زمین در ارتباط است.

### نامگذاری
در حالی که این صنعت در حال گسترش در سالهای اخیر به سرعت رشد کرده و میلیاردها دلار سرمایه جذب کرده‌است، سرمایه گزاری در فناوری پاک در مدت توافق شده تسویه نشده‌است. هر چند در سال‌های اخیر، برخی شرکت‌های فناوری پاک بر این نکته تأکید کرده‌اند که جنبه‌ای از فعالیت‌شان گسترده‌تر و با دیدگاه آینده، مانند شهرهای هوشمند، استفاده خواهد شد

## منشأ مفهوم
ایده تکنولوژی پاک ابتدا بر اساس اصول زیست‌شناسی، بهره‌وری منابع و مفاهیم تولید نسل دوم در صنایع بنیادی در بین گروهی از فناوری‌ها و صنایع نوظهور پدیدار شد. به عنوان مثال: استفاده بهره‌ورانه از انرژی، کاهش انتخابی کاتالیزوری، مواد غیر سمیت، خالص‌سازی آب، انرژی خورشیدی، انرژی بادی و پارادایم‌های جدید در حفاظت از انرژی. از دهه ۱۹۹۰ میلاد، توجه به این فناوری‌ها در دو شاخه افزایش یافته‌است: کاهش در هزینه نسبی این فناوری‌ها و درک فزاینده از پیوند بین طراحی صنعتی مورد استفاده در قرن ۱۹ و اوایل قرن ۲۰ مانند نیروگاه‌های سوخت فسیلی، موتور درون‌سوز و صنایع شیمیایی و درک جدید در مورد تأثیرات ناشی از انسان بر سیستم‌های زمین ناشی از استفاده آنها (به مقاله‌ها مراجعه کنید: سوراخ ازن، باران اسیدی، بیابان زایی، تغییر آب و هوا و گرم شدن کره زمین).

## سرمایه‌گذاری در سراسر جهان
| سال                     | سرمایه‌گذاری (میلیون دلار) |
| ----------------------- | ------------------------- |
| ۲۰۰۱                    | ۵۰۶٫۸                     |
| ۲۰۰۲                    | ۸۸۳٫۲                     |
| ۲۰۰۳                    | ۱٫۲۵۸٫۶                   |
| ۲۰۰۴                    | ۱٫۳۹۸٫۳                   |
| ۲۰۰۵                    | ۲٫۰۷۷٫۵                   |
| ۲۰۰۶                    | ۴٫۵۲۰٫۷                   |
| ۲۰۰۷                    | ۶٫۰۸۷٫۲                   |
| ۲۰۰۸*                   | ۸٫۴۱۴٫۳                   |
| *۲۰۰۸ data preliminary  |                           |
| Source: Cleantech Group |                           |

در سال ۲۰۰۸ میلادی، سرمایه‌گذاری خطرپذیر فناوری پاک در آمریکای شمالی، اروپا، چین و هند رکورد ۸٫۴ میلیارد دلار داشته‌است. در مجموع سال ۲۰۰۸ نمایانگر هفتمین سال متوالی رشد در سرمایه‌گذاری در این صنعت است؛ که به‌طور گسترده بعنوان شاخص برجسته الگوهای کلی سرمایه‌گذاری شناخته می‌شود. چین به عنوان یک بازار مهم برای رشد سرمایه‌گذاری فناوری پاک با تمرکز بر فناوری‌های انرژی تجدیدپذیر شناخته می‌شود، در سال۲۰۱۴، اسرائیل، فنلاند و ایالات متحده در رتبه اول نوآوری جهانی تکنولوژی پاک بودند، از ۴۰ کشور ارزیابی شده، روسیه و یونان آخر بودند. با توجه به سرمایه‌گذاری‌های بخش خصوصی، گروه سرمایه‌گذاری المنت ۸ جایزه دستاورد تکنولوژی پاک ۲۰۱۴ را از اتحاد تکنولوژی پاک، یک انجمن تجاری با محوریت فناوری پاک در ایالت واشینگتن، به دلیل نقش در صنعت پاکسازی ایالت واشینگتن دریافت کرده‌است.
طبق تحقیقات منتشر شده، بخش‌های برتر فناوری پاک در سال ۲۰۰۸ خورشیدی، سوخت‌های زیستی، حمل و نقل و باد بوده‌است. خورشید تقریباً ۴۰٪ کل دلارهای سرمایه‌گذاری فناوری تمیز را در سال ۲۰۰۸ به خود اختصاص داده‌است، و سوخت‌های زیستی آن نیز ۱۱٪ است.
گردهمایی تغییرات آب‌وهوایی سازمان ملل ۲۰۰۹ در کپنهاگ، دانمارک، چارچوبی را ایجاد کرد که به موجب آن، سرانجام محدودیت در انتشار گازهای گلخانه‌ای اعمال شد. بسیاری از طرفداران صنعت پاک امیدوار بودند که در آن‌جا توافق‌نامه‌ای برای جایگزینی پیمان کیوتوای نگاشته شود. همان‌طور که انتظار می‌رفت، دانشمندان یک تغییر عمیق و اجتناب ناپذیر از " تجارت معمول " پیشنهاد کرده بودند. با این حال، کشورهای شرکت کننده نتوانستند چارچوبی جهانی برای فناوری‌های پاک ارائه دهند. بحران اقتصادی ۲۰۰۸ مانع سرمایه‌گذاری‌های بخش خصوصی در فناوری‌های پاک شد. پیش‌بینی می‌شود کنفرانس تغییرات اقلیمی سازمان ملل ۲۰۱۵ در پاریس به توافق جهانی در مورد وضعیت آب و هوا، که باعث توسعه فناوری‌های پاک می‌شود، دست یابد. در ۲۳ سپتامبر سال ۲۰۱۹، دبیرکل سازمان ملل متحد میزبان اجلاس اقلیم در نیویورک خواهد بود.